# Veitchia petiolata
Veitchia filifera là một loài thực vật có hoa thuộc họ Arecaceae.
Loài này chỉ có ở Fiji.